# O.P. 헤기
O.P. 헤기(O. P. Heggie, 1877년 9월 17일 ~ 1936년 2월 7일)는 오스트레일리아의 배우, 연극 배우이다.

## 영화
- 상어섬의 죄수 (1936년)
- 프랑켄슈타인 2 - 프랑켄슈타인의 신부 (1935년)
- 몬테 크리스토 백작 (1934년)
- 스밀린 스루 (1932년)
- 투 영 투 메리 (1931년)
- 이스트 린 (1931년)
- 써니 (1930년)
- 베가본드 킹 (1930년)
- 레터 (1929년)